# 于讷河畔莫沃
于讷河畔莫沃（法語：Mauves-sur-Huisne，法語發音：[mov syʁ ɥin] ⓘ）是法国奥恩省的一个市镇，位于该省东南部，属于莫尔塔涅欧佩什区。

## 地理
于讷河畔莫沃（48°26'57"N, 0°37'13"E）面积14.26 平方千米，位于法国诺曼底大区奧恩省，该省份为法国西北部内陆省份，北起顺时针与卡爾瓦多斯省、厄尔省、厄尔-卢瓦省、萨尔特省、马耶讷省和芒什省接壤。
与于讷河畔莫沃接壤的市镇（或旧市镇、城区）包括：库尔容、孔布洛、科尔邦、勒潘拉加雷讷、佩尔什昂诺塞、于讷河畔库尔莫日、佩尔什地区贝尔福雷。

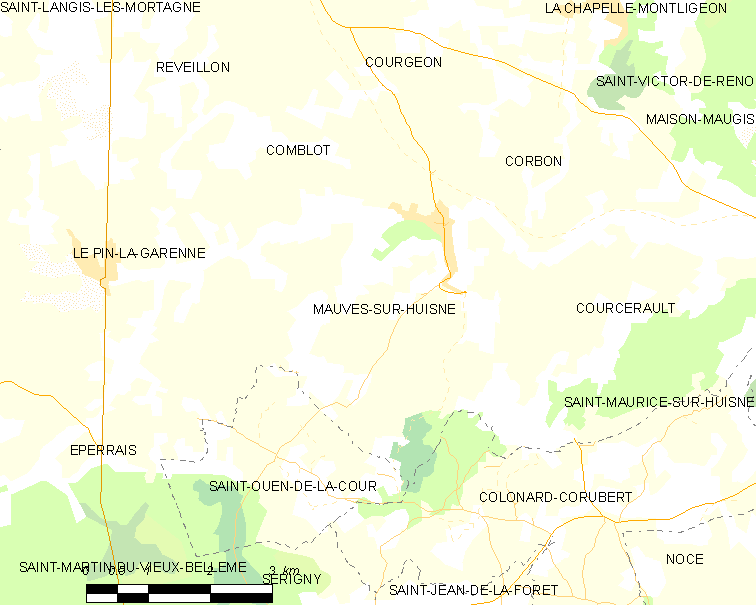
于讷河畔莫沃的OSM定位图

于讷河畔莫沃的时区为UTC+01:00、UTC+02:00（夏令时）。

## 行政
于讷河畔莫沃的邮政编码为61400，INSEE市镇编码为61255。

## 政治
于讷河畔莫沃所属的省级选区为莫尔塔涅欧佩什县。

## 人口

1962-2008年间于讷河畔莫沃人口变化图示

于讷河畔莫沃于2022年1月1日时的人口数量为524人。